# Samuel Mikulak
Samuel Mikulak (ur. 13 października 1992 r. w Corona del Mar) – amerykański gimnastyk, dwukrotny brązowy medalista mistrzostw świata, dwukrotny złoty medalista igrzysk panamerykańskich, wielokrotny medalista Stanów Zjednoczonych.

## Igrzyska olimpijskie
Na swoich pierwszych igrzyskach olimpijskich w Londynie wystąpił w sześciu konkurencjach. Do finału udało się przejść dwóch, w tym w wieloboju drużynowym, gdzie po wygraniu kwalifikacji zajął ostatecznie piąte miejsce. W drugim finale w skokach ponownie został sklasyfikowany na piątej pozycji. W ćwiczeniach wolnych, na koniu z łękami, poręczach i drążku nie zdołał zakwalifikować się decydujących ćwiczeń.
Cztery lata później w Rio de Janeiro w najlepszym występie zawody na drążku zakończył na czwartej pozycji. Piątą pozycję uzyskał w wieloboju drużynowym. Natomiast wielobój indywidualny zakończył na siódmym, a ćwiczenia wolne – na ósmym miejscu. Rywalizację na koniu z łękami, kółkach i poręczach zakończył na kwalifikacjach.
| Igrzyska                         | Miejsce        | Konkurencja                 | Kwalifikacje | Kwalifikacje | Finał   | Finał   |
| Igrzyska                         | Miejsce        | Konkurencja                 | Punkty       | Pozycja      | Punkty  | Pozycja |
| -------------------------------- | -------------- | --------------------------- | ------------ | ------------ | ------- | ------- |
| Letnie Igrzyska Olimpijskie 2012 | Londyn         | Ćwiczenia wolne             | 15,366       | 12.          | NQ      | NQ      |
| Letnie Igrzyska Olimpijskie 2012 | Londyn         | Ćwiczenia na koniu z łękami | 14,333       | 20.          | NQ      | NQ      |
| Letnie Igrzyska Olimpijskie 2012 | Londyn         | Skoki                       | 16,083       | 4. Q         | 16,050  | 5.      |
| Letnie Igrzyska Olimpijskie 2012 | Londyn         | Ćwiczenia na poręczach      | 15,316       | 13.          | NQ      | NQ      |
| Letnie Igrzyska Olimpijskie 2012 | Londyn         | Ćwiczenia na drążku         | 14,033       | 43.          | NQ      | NQ      |
| Letnie Igrzyska Olimpijskie 2012 | Londyn         | Wielobój drużynowy          | 275,342      | 1. Q         | 269,952 | 5.      |
| Letnie Igrzyska Olimpijskie 2016 | Rio de Janeiro | Wielobój indywidualny       | 89,041       | 7. Q         | 89,631  | 7.      |
| Letnie Igrzyska Olimpijskie 2016 | Rio de Janeiro | Ćwiczenia wolne             | 15,800       | 1. Q         | 14,333  | 8.      |
| Letnie Igrzyska Olimpijskie 2016 | Rio de Janeiro | Ćwiczenia na koniu z łękami | 13,100       | 60.          | NQ      | NQ      |
| Letnie Igrzyska Olimpijskie 2016 | Rio de Janeiro | Ćwiczenia na kółkach        | 14,533       | 24.          | NQ      | NQ      |
| Letnie Igrzyska Olimpijskie 2016 | Rio de Janeiro | Ćwiczenia poręczach         | 15,375       | 14.          | NQ      | NQ      |
| Letnie Igrzyska Olimpijskie 2016 | Rio de Janeiro | Ćwiczenia drążku            | 15,133       | 6. Q         | 15,400  | 4.      |
| Letnie Igrzyska Olimpijskie 2016 | Rio de Janeiro | Wielobój drużynowy          | 270,405      | 2. Q         | 268,560 | 5.      |

## Życie prywatne
Sam i Mia Atkins spotykają się ze sobą od września 2016 roku. Często spotykają się i wychodzą razem na spacery z Marshallem, psem rasy Bulterier.
Jego rodzice Stephen i Tina są byłymi gimnastykami. Ojciec jest z zawodu ortopedą, natomiast matka – trenerem siłowni. Ma również młodszą o 16 miesięcy siostrę o imieniu Alex.